# Прапори провінцій Аргентини
Прапор провінції Аргентини — офіційний символ провінції, який має кожен регіон. 

## Провінції Аргентини
| Прапор | Затверджений | Використання                                             | Опис |
| ------ | ------------ | -------------------------------------------------------- | --- |
|        | 1997 –       | Прапор провінції Буенос-Айрес                            | Зелений колір символізує поля провінції, синій — річки та морське узбережжя, а також небо над провінцією. Червона півкуля символізує федералізм. Жовтий колір означає родючість місцевих земель. Лавровий вінець — символ славного минулого провінції. Зубчасте колесо символізує промислове виробництво, а половина соняшника — сільськогосподарське виробництво. Пропорції прапора: 2:3.                                             |
|        | 1999 –       | Вогняна Земля, Антарктида та острови Південної Атлантики | Прапор являє собою помаранчево-синій діагональний біколор. В центрі пропора розміщено стилізоване зображення альбатроса, а на синій частині прапора розташоване сузір'я Південний Хрест. Пропорції прапора: 2:3. |
|        | 1987 –       | Ентре-Ріос                                               | Прапор являє собою блакитно-біло-блакитний горизонтальний триколор з діагональною смугою червоного кольору. Пропорції прапора: 1:2. |
|        | 1960 –       | Жужуй                                                    | Прапор являє собою біле полотнище з гербом провінції в центрі. Пропорції прапора: 3:2. |
|        | 2011 –       | Катамарка                                                | Прапор розділений на дві частини: нижня частина червона і займає половину прапору, верхня складається з двох вертикальних смуг білого та блакитного кольорів. Прапор обрамлений золотою смугою. В центрі полотнища розміщено жовте «травневе сонце» та дві оливкові гілки. Пропорції прапора: 1:2. |
|        | 2010 –       | Кордова                                                  | Прапор являє собою червоно-біло-блакитний вертикальний триколор, в центрі якого розміщено жовте «травневе сонце». Пропорції прапора: 2:3. |
|        | 1986 –       | Коррієнтес                                               | Прапор являє собою блакитно-біло-блакитний горизонтальний триколор, в центрі якого розміщено герб провінції та девіз «Батьківщина, воля, конституція». Пропорції прапора: 2:3. |
|        | 1993 –       | Ла-Пампа                                                 | Прапор являє собою блакитно-біло-блакитний горизонтальний триколор з гербом провінції в центрі. Пропорції прапора: 9:14. |
|        | 1986 –       | Ла-Ріоха                                                 | Прапор складається з двох горизонтальних рівнозначних смуг білого та блакитного кольорів та діагональної смуги червоного кольору. У центрі прапору розміщено дві лаврові гілки. Пропорції прапора: 2:3. |
|        | 1992 –       | Мендоса                                                  | Прапор складається з двох горизонтальних рівнозначних смуг білого та блакитного кольорів з гербом провінції в центрі. Пропорції прапора: 11:9. |
|        | 1992 –       | Місьйонес                                                | Прапор являє собою червоно-синьо-білий горизонтальний триколор. Пропорції прапора: 2:3. |
|        | 1989 –       | Неукен                                                   | Прапор являє собою блакитно-біло-блакитний вертикальний триколор з гербом провінції в центрі. Пропорції прапора: 4:5. |
|        | 2009 –       | Ріо-Неґро                                                | Прапор являє собою синьо-біло-зелений горизонтальний триколор з чорним кантом у верхньому лівому куті. В канті розміщено коло з 13 зірок, які символізують департаменти провінції. Пропорції прапора: 2:3. |
|        | 1997 –       | Сальта                                                   | Прапор поєднує в собі елементи, що символізують Сальту: герб провінції (в центріпрапора), пончо (червоне полотнище з чорною смугою) і 23 департаменти (23 золоті зірки). Пропорції прапора: 25:34. |
|        | 1988 –       | Сан-Луїс                                                 | Прапор являє собою біле полотнище з гербом провінції в центрі. Пропорції прапора: 2:3. |
|        | 1997 –       | Сан-Хуан                                                 | Прапор являє собою блакитно-біло-блакитний горизонтальний триколор з гербом провінції та девізом «в союзі та свободі» в центрі. Пропорції прапора: 9:14. |
|        | 2000 –       | Санта-Крус                                               | На блакитному тлі сонце, що сходить, в середині якого розміщене півколо з горою Фіцрой та Південним Хрестом. У нижній частині прапора символічно показані хвилі Атлантики. Пропорції прапора: 2:3. |
|        | 1986 –       | Санта-Фе                                                 | Прапор являє собою червоно-біло-блакитний вертикальний триколор з гербом провінції в центрі. Пропорції прапора: 1:2. |
|        | 1986 –       | Сантьяго-дель-Естеро                                     | Прапор являє собою блакитно-біло-блакитний вертикальний триколор. На білій смузі розміщено вужчу червону смугу. В центрі прапору розміщено хрест святого Джеймса на фоні сонця. Пропорції прапора: 2:5. |
|        | 2010 –       | Тукуман                                                  | Прапор являє собою біло-блакитно-білий горизонтальний триколор. Пропорції прапора: 2:3. |
|        | 1995 –       | Федеральний округ                                        | На білому полотнищі зображено орла, який був символом гербу династії Габсбургів, до якої належав імператор Карл V. Це пояснюється тим, що Буенос-Айрес вперше було засновано за часів правління останнього в Іспанії (1536), а також засновано повторно вже за правління сина імператора Філіпа II (1580). Пропорції прапора: 9:14. |
|        | 1991 –       | Формоса                                                  | Лаврове листя символізує тропік Козерога, білий трикутник — форму Південної Америки, дев'ять зірок — дев'ять департаментів провінції. Кольори блакитний та білий взяті з національного прапора. Пропорції прапора: 6:11. |
|        | 2007 –       | Чако                                                     | Прапор являє собою зелено-біло-блакитний горизонтальний триколор, в центрі якого розміщено жовте «травневе сонце» з плугом, оточеним колом з 25 зірок (які символізують департаменти провінції). Пропорції прапора: 2:3. |
|        | 2004 –       | Чубут                                                    | У середині прапора показаний механізм, який символізує промислове виробництво. За механізмом і вище його є сонце, що сходить, чиї 15 променів представляють 15 департаментів провінції. Гребля Флорентіно Амегино і стебло пшениці взяті з провінційного герба. Центральна жовта лінія символізує річки провінції, верхній білий зигзаг символізує гірські хребти Анд, нижня хвиляста лінія — хвилі Атлантики. Пропорції прапора: 1:2. |